# Shoemaker Automobile Company
Shoemaker Automobile Company war ein US-amerikanischer Hersteller von Automobilen.

## Unternehmensgeschichte
Charles Clinton Shoemaker gründete Ende 1906 das Unternehmen. Der Sitz war in Freeport in Illinois. Im gleichen Jahr begann die Produktion von Automobilen. Sein Sohn Harry C. war dabei behilflich. Der Markenname lautete Shoemaker. Bis Oktober 1907 entstanden 25 Fahrzeuge.
Dann wurde ein neues Werk für die Fahrzeugproduktion in Elkhart in Indiana bezogen. Harry Shoemaker leitete es, während Charles Shoemaker weiter in Freeport tätig war und andere Dinge herstellte. Bereits einen Monat später wurden finanzielle Probleme bekannt gegeben. Daraufhin wurden nur noch vorhandene Teile zu fertigen Fahrzeugen montiert. Anfang 1908 endete die Produktion.
Die St. Joe Motor Car Company wurde Nachfolger.

## Fahrzeuge
1907 gab es nur das Model 6. Es hatte einen Vierzylindermotor mit 109,5375 mm Bohrung, 139,7 mm Hub und 5266 cm³ Hubraum. Er war mit 30/35 PS angegeben. Das Fahrgestell hatte 259 cm Radstand. Der Aufbau war ein offener Tourenwagen mit fünf Sitzen.
1908 folgten zwei andere Modelle. Das Model B hatte den gleichen Motor, der aber nun mit 28 PS angegeben war. Daneben gab es das Model C. Sein Vierzylindermotor mit den Maßen 114,3 mm Bohrung und 133,35 mm Hub hatte 5473 cm³ Hubraum und 40 PS Leistung. Radstand und Aufbau beider Modelle entsprachen dem Vorjahresmodell.

## Modellübersicht
| Jahr | Modell  | Zylinder | Leistung (PS) | Radstand (cm) | Aufbau               |
| ---- | ------- | -------- | ------------- | ------------- | -------------------- |
| 1907 | Model 6 | 4        | 30/35         | 259           | Tourenwagen 5-sitzig |
| 1908 | Model B | 4        | 28            | 259           | Tourenwagen 5-sitzig |
| 1908 | Model C | 4        | 40            | 259           | Tourenwagen 5-sitzig |